# Enterprise (Nevada)
Enterprise è una census-designated place (CDP) degli Stati Uniti d'America, situata nella contea di Clark, nello stato del Nevada. Si trova a sud della città di Las Vegas. Al censimento del 2000 aveva 18.273 abitanti, mentre al censimento del 2010  gli abitanti risultavano essere 108.481.